# لونیاکو
لونیاکو (به ایتالیایی: Lugnacco) یک کومونه در ایتالیا است که در استان تورین واقع شده‌است.

## خصوصیات
لونیاکو ۴٫۸ کیلومترمربع مساحت و ۳۸۰ نفر جمعیت دارد و ۵۴۰ متر بالاتر از سطح دریا واقع شده‌است.